# Institut für Kommunikations- und Medienwissenschaft der Universität Leipzig
Das Institut für Kommunikations- und Medienwissenschaft (IfKMW) ist ein Arbeits- und Forschungsinstitut der Universität Leipzig für Kommunikationswissenschaft und Medienwissenschaft und Unterdisziplinen wie Journalistik, PR-Forschung, Medienpädagogik und Buchwissenschaft. Das Institut geht auf das 1916 gegründete Institut für Zeitungskunde zurück. Dieses war das erste deutsche Institut für Zeitungskunde bzw. Zeitungswissenschaft und markierte den Beginn der institutionalisierten, wissenschaftlichen Beschäftigung mit Publizistik und Kommunikation in Deutschland. In der Zeit der DDR wurde die daraus hervorgegangene Sektion Journalistik wegen seiner Verzierung mit Porphyr umgangssprachlich als „Rotes Kloster“ bezeichnet. Der Masterstudiengang „Journalistik“ wurde 2017 in „Journalismus“ umbenannt.

## Gliederung des Instituts
Das Institut für Kommunikations- und Medienwissenschaft gliedert sich in sieben Bereiche und Lehrstühle:
- Historische und Systematische Kommunikationswissenschaft: Beschäftigung mit der Geschichte und Theorie der Kommunikationswissenschaft;
- Empirische Kommunikationsforschung: Medienrezeptions- und Wirkungsforschung sowie Medieninhalts- und Mediennutzungsforschung;
- Journalistik: Erforschung des Journalismus und Ausbildung im Bereich Hörfunk, Fernsehen, Onlinejournalismus;
- Medienwissenschaft und Medienkultur;
- Medienpädagogik: Medienkompetenz- und Aneignungsforschung;
- Buchwissenschaft;
- Kommunikationsmanagement und Public Relations.

Von Leipziger Lehrenden und Forschenden stammen unter anderem grundlegende, wissenschaftliche Modelle wie der Dynamisch-transaktionale Ansatz oder das Intereffikationsmodell. Im Bereich des Kommunikationsmanagements und der Public Relations liegt der Forschungsschwerpunkt auf Vertrauen und Reputation, Controlling und dem Wandel der Public Relations, der unter anderem in der Langzeitstudie European Communication Monitor untersucht wird.

## Geschichte

### Anfänge

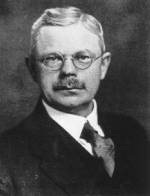
Erich Everth, Journalist und der erste ordentliche Professor für Zeitungswissenschaft in Deutschland

Im November 1916 schuf der Nationalökonom Karl Bücher an der Universität Leipzig aus einer bestehenden Abteilung der Vereinigten Staatswissenschaftlichen Seminare das selbstständige Institut für Zeitungskunde, mit dem Ziel ein berufsorientiertes Lehrangebot für Journalismus und die technische Herstellung von Zeitungen zu etablieren. Bücher zeichnete damit modellhaft eine wissenschaftliche Beschäftigung mit der Kommunikation vor, wie sie später von anderen deutschen Universitäten übernommen wurde. 1921 wurde das Fach Zeitungskunde als Haupt- und Promotionsfach an der Philosophischen Fakultät anerkannt.
Auf die erste ordentliche Professur für Zeitungskunde an einer deutschen Universität wurde 1926 Erich Everth berufen, der die Zeitungskunde als eigenständige Disziplin und moderne Integrationswissenschaft theoretisch begründete. Die Attraktivität des zeitungswissenschaftlichen Studiums stieg, im Wintersemester verzeichnete das Fach bereits 128 eingeschriebene Studenten.

### Zeit des Nationalsozialismus
Weil er sich kurz nach der nationalsozialistischen Machtübernahme gegen Presseverbote und für eine Erhaltung der Pressefreiheit aussprach, verlor Erich Everth den Lehrstuhl.
Im Jahr 1934 übernahm Hans A. Münster, ein Berliner Zeitungswissenschaftler und Schüler des Soziologen Ferdinand Tönnies, den Lehrstuhl, der nun die Bezeichnung Zeitungswissenschaft erhielt. Münsters Lehre fügte sich in das nationalsozialistische Regime ein. Er lehrte einen Journalismus, dessen Aufgabe sein sollte, den Nationalsozialismus zu stabilisieren.

### DDR-Zeit
Von 1946 bis zum Ende der DDR 1990 war die Universität Leipzig die einzige Universität der DDR, an der es eine akademische Journalistenausbildung gab. Die Universität bildete Journalisten im Sinne der sozialistischen Ideologie aus und erhielt im Volksmund den Namen Rotes Kloster. Am 11. Dezember 1990 beschloss die Sächsische Landesregierung die Sektion Journalistik aufgrund der ideologischen Belastung abzuwickeln und die Leipziger Journalistik-Ausbildung einzustellen. Dagegen protestierten Studenten mit einem Hungerstreik, der deutschlandweit Aufsehen erregte.

### Nach der Wiedervereinigung 1990 bis heute
Am 2. Dezember 1993 fand die Gründungszeremonie für die neuen Institute der Universität Leipzig statt, darunter das Institut für Kommunikations- und Medienwissenschaft.
Ab 2003 hatte das Institut seinen Sitz vorübergehend in der Burgstraße 21. Seit März 2019 befindet sich das Institut im denkmalgeschützten Zeppelinhaus in der Nikolaistraße 27–29. 
2017 wurde der Masterstudiengang M. A. Journalistik in einen M. Sc. Journalismus überführt.

## Ehemalige Professoren
- Michael Haller (1993–2010)
- Werner Früh (1994–2013)
- Bernd Schorb (1994–2013)
- Günter Bentele (1994–2015)
- Dietrich Kerlen (1995–2004)